# Musée national d'archéologie (Malte)
Le Musée national d'archéologie  (en maltais Il-Mużew Nazzjonali tal-Arkeoloġija, en anglais National Museum of Archaeology) de Malte  est situé à La Valette, dans l'auberge hospitalière de la langue de Provence construit en 1571 en même temps que la ville de La Valette par l'architecte maltais Ġlormu Cassar. Il est géré par Heritage Malta.

## Histoire du Musée
L’Auberge de Provence accueillit le Musée National en 1958 à l'initiative d’Agatha Barbara, alors ministre de l’Éducation. À l'origine la collection archéologique était exposée au rez-de-chaussée et les beaux-arts au premier étage. Le premier conservateur était le capitaine Charles G. Zammit, fils de l’archéologue maltais Themistocles Zammit.
En 1974, la collection des beaux-arts fut déplacée dans un autre musée de La Valette, l'Admiralty House building dans South Street, et le Musée National devint le « Musée National d’Archéologie,. »
Le musée a été remeublé et réhabilité en 1998. Les pièces de la collection ont été placées dans des salles climatisées, conformément aux normes muséologiques modernes.

## Les collections
Au rez-de-chaussée du musée sont exposés des artefacts préhistoriques provenant de l'archipel de Malte, depuis les premières traces de colonisation à l’époque de Għar Dalam (LIIe siècle av. J.-C.) au bronze ancien du Tarxien (2500 av. J.-Chr.).

### Salle du Haut Néolithique (5200–3800 av. J.-Chr.)

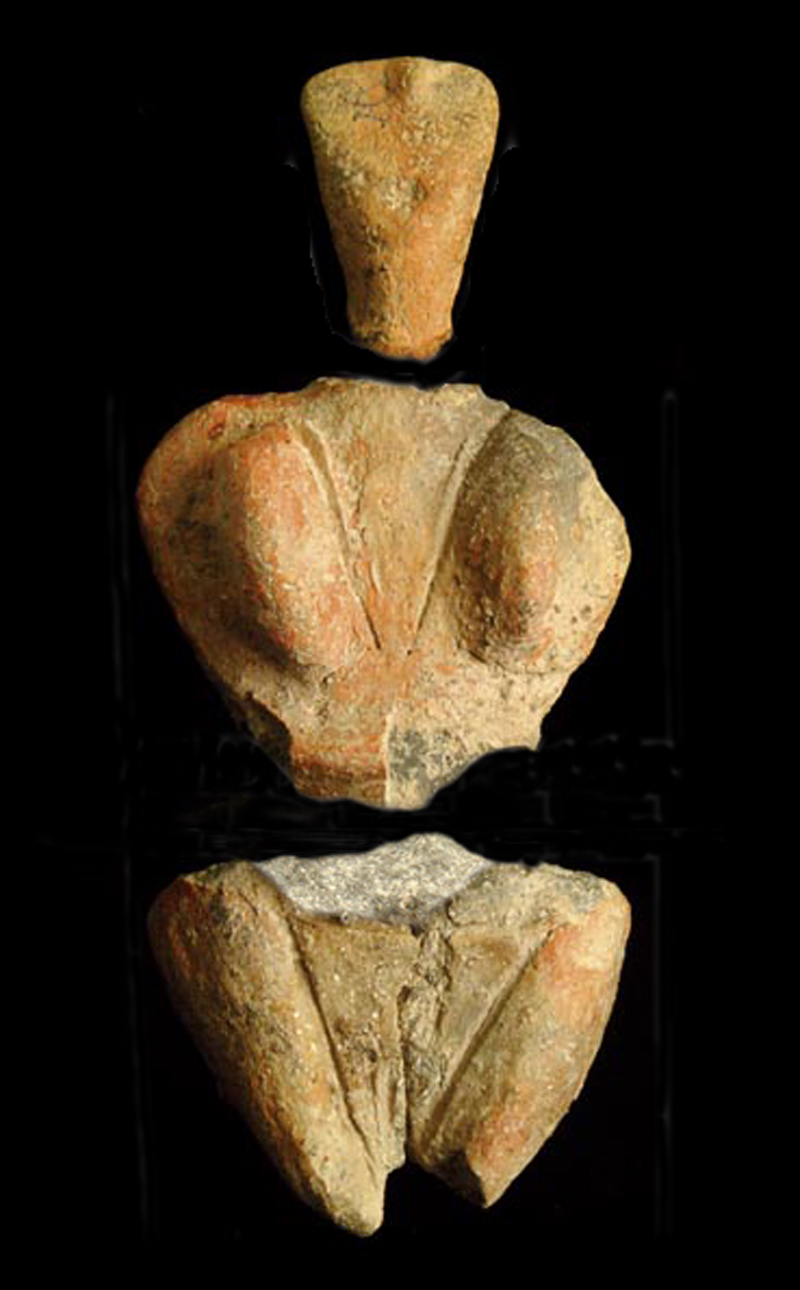
Une figurine en céramique de la période dite « Skorba rouge ».

Cette pièce expose des artefacts du haut-Néolithique, dont les céramiques ornées de Għar Dalam, céramiques grises et rouges de Skorba et Żebbuġ.
Les figurines en céramique rouge de Skorba sont les plus anciennes effigies humaines dans cette partie de la Méditerranée ; leur facture annonce les statues de la période postérieure des temples.
On peut voir une reconstruction des tombes troglodytes caractéristiques du haut Néolithique à Malte. Les plus beaux de ces tombeaux creusés à même la roche sont l’hypogée de Ħal Saflieni et le mégalithe de Xagħra; des photographies de ces deux sites sont visibles au musée.

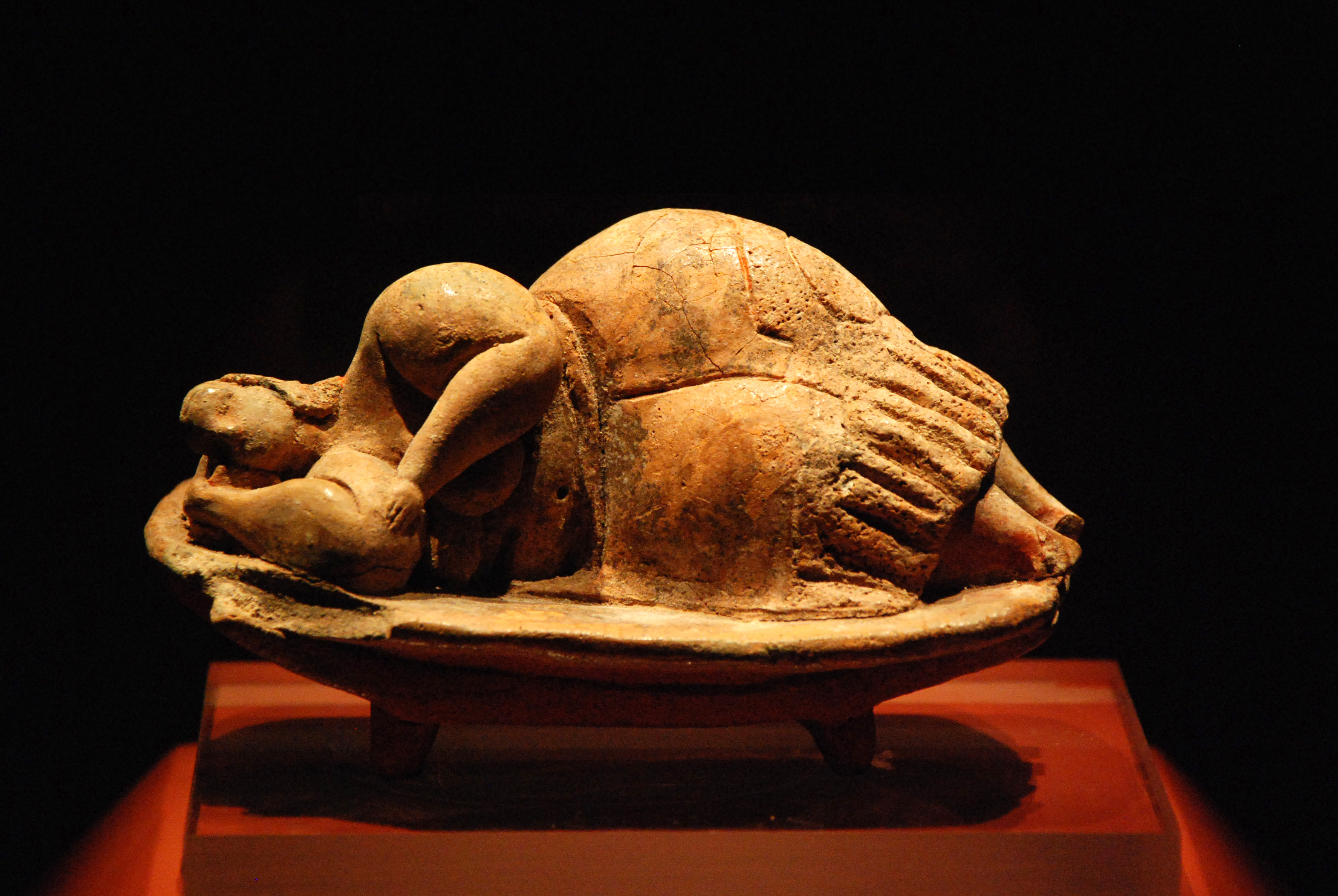
Statuette originale de la Vénus endormie, découverte dans l'Hypogée de Ħal Saflieni.
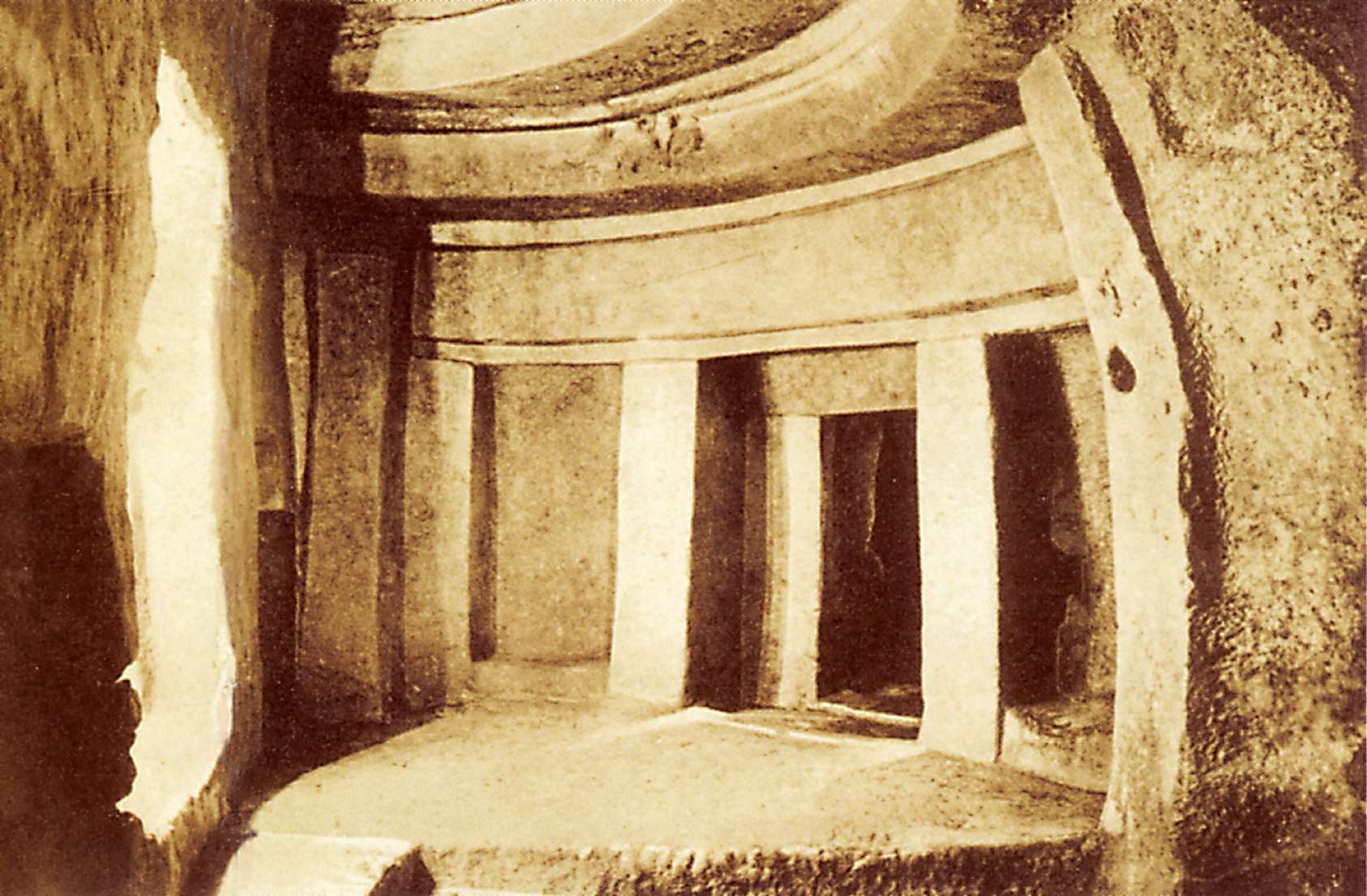
L’Hypogée de Ħal Saflieni.
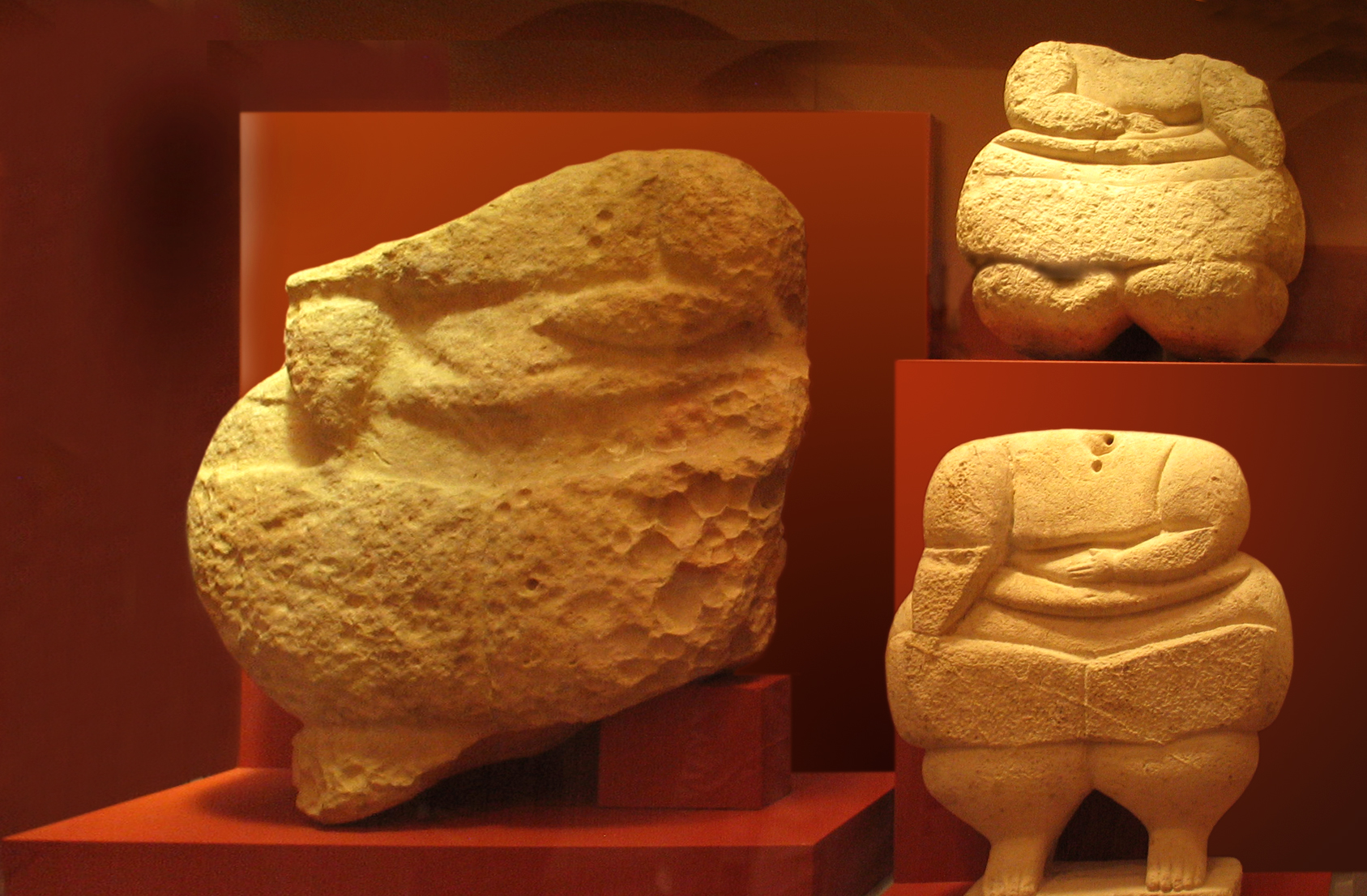
Silènes de Ħaġar Qim exposés au musée.

### La Période des Temples (de 3800 à 2500 av. J.-Chr.)
Ces pièces montrent des exemples d’architecture, de figurines humaines et d'autres vestiges des périodes préhistoriques de Mġarr, Ġgantija, Saflieni et Tarxien. Les temples de cette époque sont considérés comme les plus vieux monuments au monde et sont classés au Patrimoine mondial de l’UNESCO.
Le musée présente aussi les nombreuses statuettes corpulentes (« silènes ») dégagées des temples, ainsi que des représentations phalliques. Encore récemment, ces statuettes étaient appelées « déesse Mère », Vénus, divinités et prêtresses, mais on estime désormais qu'elles sont asexuées. Leur taille et leur forme sont variables : la plus grande est haute de 2,70 m et la plus petite de 4 mm. La découverte d’autels de temple et de figurines humanoïdes corpulentes suggère qu'à la Préhistoire un certain type de cultes se pratiquaient dans les îles de Malte et de Gozo. Étant donné la corpulence des statues il se peut que ce culte ait été lié à un rite de fertilité.
On peut également voir des autels excavés dans les temples de la période de Tarxien, qui ont probablement servi pour accomplir des sacrifices. Leur présence au musée est justifiée par des considérations de meilleure conservation.

### Expositions temporaires

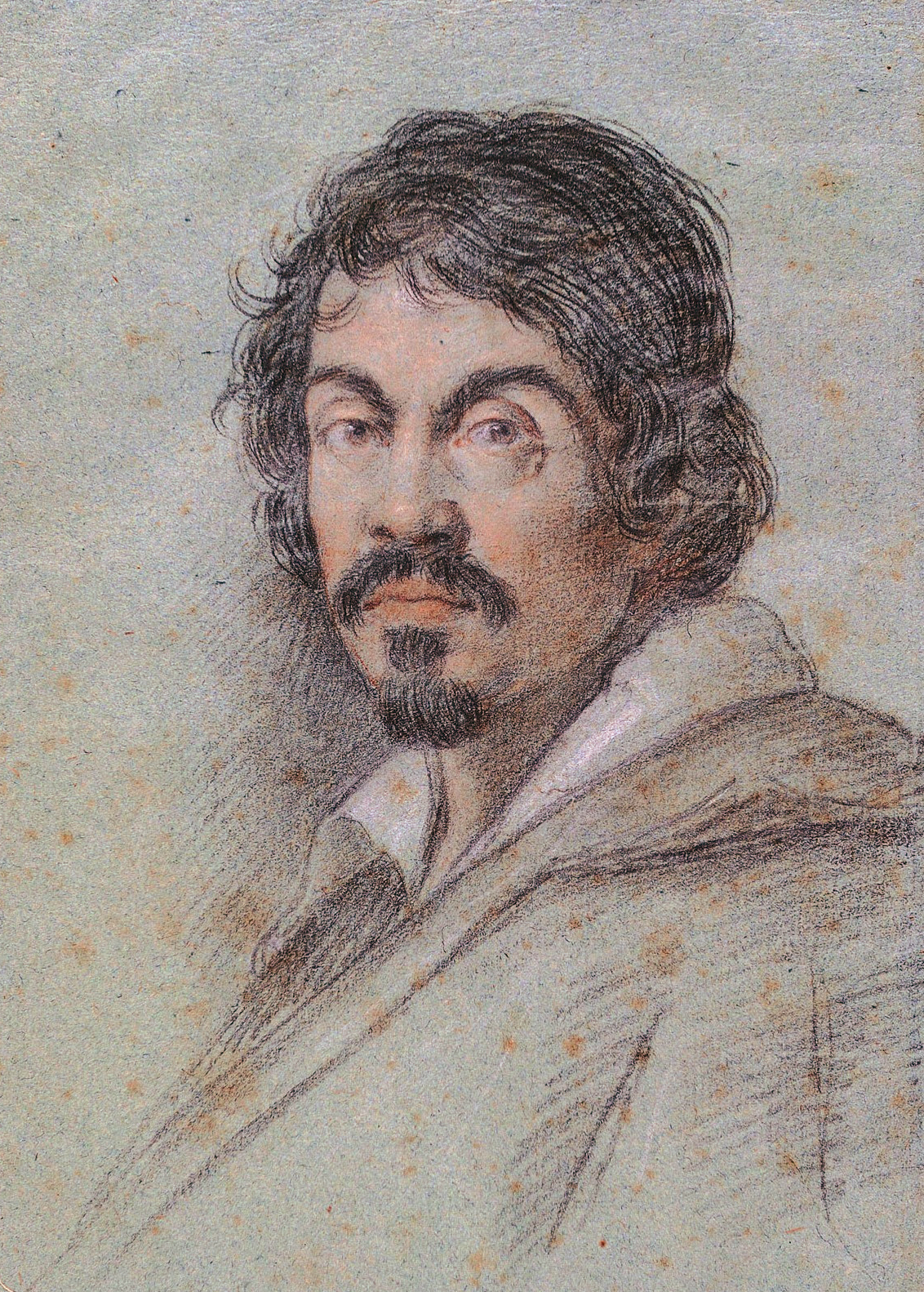
Tableaux du Caravage dans le Grand Salon (2007).

Le Grand Salon du second étage accueille les expositions temporaires prestigieuses, entre autres :
- Silent Warriors (Mars 2007), les statuettes en céramique du mausolée de l'empereur Qin, premier empereur de Chine.
- Carravagio L’Immagine Del Divino (septembre – novembre 2007), avec les chefs-d'œuvre originaux du Caravage, qui travailla à Malte au début du XVIIe siècle.
- Les croquis de Renzo Piano pour le réaménagement de la porte de ville de La Valette, de l'Assemblée Nationale et de l'Opéra (juillet 2009).
- In Quest of Beauty (26 février – 15 mai 2011), une exposition des œuvres Art nouveau de l’artiste Alfons Mucha.

## Projets
Le musée envisage[Quand ?] la réouverture prochaine des galeries du premier étage pour y exposer les vestiges archéologiques de l’Âge du bronze, et des périodes punique et romaine,.

## Horaires
Le musée est ouvert tous les jours de 9h00 à 19h00, les dernières admissions se faisant à 18h30.
Il est fermé le Vendredi saint, les 24 et 25 décembre, pour la Saint-Sylvestre et le Nouvel An.
C'est aux caisses du musée ou sur le site internet du musée qu'il faut s'inscrire pour pouvoir faire partie des rares visiteurs de l'hypogée de Ħal Saflieni dont les entrées sont contingentées.